# Giovanni Barbavara di Gravellona
Giovanni Barbavara di Gravellona (Milano, 7 agosto 1813 – Vigevano, 12 settembre 1896) è stato un politico italiano.
Fu anche direttore delle  Poste del Regno di Sardegna (e poi del Regno d'Italia) (giugno 1859-febbraio 1880)

## Biografia
Discendente da un'antica famiglia feudataria di Gravellona Lomellina, Giovanni era figlio del conte Carlo Massimiliano e di sua moglie, la nobildonna Angela Castellanza.
Laureatosi in giurisprudenza all'Università di Torino, divenne funzionario amministrativo e dall'autunno del 1841 venne destinato al Ministero degli affari esteri del Regno di Sardegna dapprima come cancelliere e poi come viceconsole al consolato generale sardo a Milano dove risiedeva. Divenne in seguito segretario del medesimo ministero ed infine segretario particolare del ministro. Venne nominato senatore il 6 febbraio 1870. In questi anni di politica intrattenne proficui rapporti epistolari con Cavour e con Quintino Sella.
Dal giugno del 1859 sino al febbraio del 1880 fu direttore generale delle Poste del Regno di Sardegna e poi del Regno d'Italia, rimodernando il servizio postale nazionale ed estendendo il numero degli uffici postali sino a 3000 al momento della cessazione del suo incarico. Nel 1862 fece approvare la Legge Postale Nazionale che prevedeva per la prima volta l'assegnazione della posta come concetto di servizio pubblico e la conseguente creazione del monopolio statale che aboliva tutte le concessioni private fatte dagli stati preunitari in precedenza. Con la medesima legge, inoltre, veniva riconosciuta l'inviolabilità delle lettere, il che rappresentò un cardine per la storia del servizio postale italiano. La posta a cavallo venne progressivamente sostituita con servizi via treno a vapore. 
Favorì inoltre la creazione di nuove strade del Regno di Napoli, dove vi erano appena tre strade postali utilizzabili con notevoli difficoltà sulla principale, quella che attraversava le Puglie, che al posto di correre lungo la costa si inerpicava sulle alture dell'Appennino dove le vetture potevano essere trainate unicamente con l'uso di cavalli. Questo precludeva un servizio veloce dal momento che, come ribadiva l'economista Antonio Gicca, "una lettera spedita da Napoli impiegava dunque cinque giorni per giungere a Lecce, molto più di quanto s'impiega comodamente da Londra a Napoli".
Sposò la contessa Elena Gaetti De Angelis.
Fu sindaco di Vicolungo, ma amò la campagna milanese ed in particolare la sua villa di villeggiatura a Robecco sul Naviglio.
Morì a Vigevano il 12 settembre 1896.

## Albero genealogico
|                                                              |   |                     | Genitori |  |  | Nonni |  |  | Bisnonni                                                  |  |  | Trisnonni                               |  |
|                                                              |   |                     |          |  |  |       |  |  | Carlo Maria Desiderio Barbavara, VIII conte di Gravellona |  |  | Carlo Girolamo, VII conte di Gravellona |  |
|                                                              |   |                     |          |  |  |       |  |  | Carlo Maria Desiderio Barbavara, VIII conte di Gravellona |  |  | Carlo Girolamo, VII conte di Gravellona |  |
|                                                              |   | Laura Lavinia Bosio |          |  |  |       |  |  | Carlo Maria Desiderio Barbavara, VIII conte di Gravellona |  |  |                                         |  |
| Marcolino Ferdinando Maria Barbavara, IX conte di Gravellona |   |                     |          |  |  |       |  |  | Carlo Maria Desiderio Barbavara, VIII conte di Gravellona |  |  |                                         |  |
|                                                              |   | Felicita De Fredi   | ?        |  |  |       |  |  |                                                           |  |  |                                         |  |
|                                                              |   | Felicita De Fredi   | ?        |  |  |       |  |  |                                                           |  |  |                                         |  |
|                                                              |   | Felicita De Fredi   | ?        |  |  |       |  |  |                                                           |  |  |                                         |  |
| Carlo Massimiliano Barbavara, X conte di Gravellona          |   | Felicita De Fredi   |          |  |  |       |  |  |                                                           |  |  |                                         |  |
|                                                              |   | ?                   | ?        |  |  |       |  |  |                                                           |  |  |                                         |  |
|                                                              |   | ?                   | ?        |  |  |       |  |  |                                                           |  |  |                                         |  |
|                                                              |   | ?                   | ?        |  |  |       |  |  |                                                           |  |  |                                         |  |
| Giuseppa Cantoni                                             |   | ?                   |          |  |  |       |  |  |                                                           |  |  |                                         |  |
|                                                              |   | ?                   | ?        |  |  |       |  |  |                                                           |  |  |                                         |  |
|                                                              |   | ?                   | ?        |  |  |       |  |  |                                                           |  |  |                                         |  |
|                                                              |   | ?                   | ?        |  |  |       |  |  |                                                           |  |  |                                         |  |
| Giovanni Barbavara, XI conte di Gravellona                   |   | ?                   |          |  |  |       |  |  |                                                           |  |  |                                         |  |
|                                                              | ? | ?                   |          |  |  |       |  |  |                                                           |  |  |                                         |  |
|                                                              | ? | ?                   |          |  |  |       |  |  |                                                           |  |  |                                         |  |
|                                                              | ? | ?                   |          |  |  |       |  |  |                                                           |  |  |                                         |  |
| Giovanni Castellanza                                         | ? |                     |          |  |  |       |  |  |                                                           |  |  |                                         |  |
|                                                              |   | ?                   | ?        |  |  |       |  |  |                                                           |  |  |                                         |  |
|                                                              |   | ?                   | ?        |  |  |       |  |  |                                                           |  |  |                                         |  |
|                                                              |   | ?                   | ?        |  |  |       |  |  |                                                           |  |  |                                         |  |
| Angela Castellanza                                           |   | ?                   |          |  |  |       |  |  |                                                           |  |  |                                         |  |
|                                                              |   | ?                   | ?        |  |  |       |  |  |                                                           |  |  |                                         |  |
|                                                              |   | ?                   | ?        |  |  |       |  |  |                                                           |  |  |                                         |  |
|                                                              |   | ?                   | ?        |  |  |       |  |  |                                                           |  |  |                                         |  |
| ?                                                            |   | ?                   |          |  |  |       |  |  |                                                           |  |  |                                         |  |
|                                                              |   | ?                   | ?        |  |  |       |  |  |                                                           |  |  |                                         |  |
|                                                              |   | ?                   | ?        |  |  |       |  |  |                                                           |  |  |                                         |  |
|                                                              |   | ?                   | ?        |  |  |       |  |  |                                                           |  |  |                                         |  |
|                                                              |   | ?                   |          |  |  |       |  |  |                                                           |  |  |                                         |  |